# Cratomyiidae
Cratomyiidae zijn een uitgestorven familie van tweevleugeligen met twee beschreven soorten. De wetenschappelijke naam van de familie is voor het eerst geldig gepubliceerd in 2000 door Mazzarolo en Amorim.

## Taxonomie
Het volgende geslachten en soorten zijn bij de familie ingedeeld:
- Geslacht Cratomya
  - Cratomyia macrorrhyncha  † Mazzarolo & Amorim, 2000
- Geslacht Cratomyoides
  - Cratomyoides cretacicus  † Wilkommen, 2007